# A Live History of Gluttony and Lust
A Live History of Gluttony and Lust è un album del gruppo musicale statunitense Melvins, pubblicato nel 2006 dalla Ipecac Recordings. L'album è in pratica il rifacimento di Houdini del 1993, con alcune aggiunte, e con la differenza di essere stato registrato in presa diretta. La registrazione è stata effettuata a Vernon in California.

## Formazione
- King Buzzo - voce, chitarra, percussioni sulla traccia 13
- Trevor Dunn - basso, cori, percussioni sulla traccia 13
- Dale Crover - batteria, cori

## Altri musicisti
- Lustmord - percussioni sulla traccia 13

## Tracce
1. Pearl Bomb (Melvins) - 1:39
2. Hooch (Melvins) - 2:33
3. Night Goat (Melvins) - 7:36
4. Lizzy (Melvins) - 4:49
5. Goin' Blind (Simmons/Coronel) - 4:34
6. Copache (Melvins) - 1:54
7. Set Me Straight (Melvins) / Deserted Cities Of The Heart (Bruce/Brown) - 2:51
8. Sky Pup (Melvins) - 3:17
9. Teet (Melvins) - 2:45
10. Joan Of Arc (Melvins) - 4:19
11. Honey Bucket (Melvins) - 2:21
12. Hag Me (Melvins) - 8:05
13. Spread Eagle Beagle (Melvins) - 12:30